# Evitamento
Per evitamento si intende in psicologia clinica una modalità di pensiero persistente e invalidante che impedisce all'individuo di affrontare una situazione temuta.
L'evitamento è un meccanismo di difesa volto ad allontanare l'individuo da uno stimolo ansiogeno attraverso il semplice meccanismo di non fronteggiare lo stimolo stesso. La conseguenza nel soggetto è un aumento della percezione di pericolo della situazione evitata, in un circolo vizioso.
Questo tipo di difesa è, per la psicologia cognitiva, alla base delle fobie e del mantenimento di credenze disfunzionali (convinzioni di pericolosità di oggetti o eventi). Quanto più l'individuo evita di esporsi a oggetti o situazioni che gli provocano paura, tanto più sarà confermata in lui la credenza che essi siano realmente pericolosi. Il fenomeno è amplificato in presenza di balbuzie e di altre difficoltà di comunicazione o del linguaggio. Nel lungo periodo, l'evitamento può dar luogo a un peggioramento della qualità di vita fino a evolvere in una vera e propria fobia sociale.
Tecniche di esposizione – ossia porre gradualmente e in maniera consapevole l'individuo di fronte allo stimolo temuto – consentono di ridurre sensibilmente la credenza di pericolosità dell'oggetto, della situazione o del luogo scatenanti la paura. 
| Controllo di autorità | Thesaurus BNCF 64395 · LCCN (EN) sh85010555 · GND (DE) 4187891-7 · BNF (FR) cb12424331m (data) · J9U (EN, HE) 987007282447505171 |